# Ihrlerstein
Ihrlerstein è un comune tedesco di 4 311 abitanti, situato nel land della Baviera.